# Lied und populäre Kultur/Song and Popular Culture
Das Jahrbuch Lied und populäre Kultur / Song and Popular Culture des Zentrums für Populäre Kultur und Musik mit Sitz in Freiburg im Breisgau ist ein wissenschaftliches Jahrbuch mit Schwerpunkt auf populärer Kultur und Musik. Das Jahrbuch wird in deutscher und englischer Sprache veröffentlicht.

## Geschichte
Das Jahrbuch wurde 1928 von John Meier begründet und erschien noch bis in das Jahr 1999 unter dem Titel Jahrbuch für Volksliedforschung. Seit dem Jahr 2000 (Jahrgang 45) erscheint das Jahrbuch im Wissenschaftsverlag Waxmann unter dem Titel Lied und populäre Kultur/Song and Popular Culture.

## Inhalte
Neben den Aufsätzen zum Forschungsfeld Populäre Kultur und Musik, bietet das Jahrbuch einen umfangreichen Rezensionsteil. Seit 2011 besitzen die Jahrbücher jeweilige Themenschwerpunkte, wobei auch Herausgeber mit Themenexpertise eingeladen werden. Seit 2015 werden die Sprachen Deutsch und Englisch redaktionell konsequent unterstützt und es gibt ein mehrstufiges Review-Verfahren.
| Jahrgang | Jahr      | Themenschwerpunkt                                                                                          | Bandherausgeber                                          |
| -------- | --------- | --- | -------------------------------------------------------- |
| 67       | 2022      | Richtig populär? Kriterien der Popularität von Musik / Really Popular? Criteria of the Popularity of Music | Knut Holtsträter                                         |
| 66       | 2021      | Musikalische Regionen und Regionalismen in den USA / Musical Regions and Regionalisms in the USA           | Julius Greve, Knut Holtsträter                           |
| 65       | 2020      | Populäre Lieder im langen 19. Jahrhundert / Popular Songs in the Long 19th Century                         | Knut Holtsträter, Tobias Widmaier                        |
| 64       | 2019      | Musik in der Science-Fiction / Music in Science fiction                                                    | Knut Holtsträter, Tarek Krohn, Nina Noeke, Willem Strank |
| 63       | 2018      | Musik im Krieg / Music in War                                                                              | Knut Holtsträter                                         |
| 62       | 2017      | Musik und Professionalität / Music and Professionality                                                     | Michael Fischer, Knut Holtsträter                        |
| 60/61    | 2015/2016 | Musik und Protest / Music and Protest                                                                      | Michael Fischer, Knut Holtsträter                        |
| 59       | 2014      | Lieder / Songs als Medien des Erinnerns                                                                    | Michael Fischer, Tobias Widmaier                         |
| 58       | 2013      | Song und populäres Musiktheater: Symbiosen und Korrespondenzen                                             | Michael Fischer, Wolfgang Jansen, Tobias Widmaier        |
| 57       | 2012      | Deutsch-französische Musiktransfers                                                                        | Michael Fischer, Fernand Hörner                          |
| 56       | 2011      | Original und Kopie                                                                                         | Nils Grosch, Fernand Hörner                              |

## Pressestimmen
„In seiner Gänze versammelt der 56. Jahrgang von Lied und populäre Kultur/Song and Popular Culture erneut eine ganz Reihe wertvoller Beiträge zur modernen Popularmusikforschung. Die ebenso gelungene wie repräsentative Auswahl an historischen wie gegenwartsbezogenen Beiträgen illustriert nicht nur den breiten thematischen und methodischen Horizont der Disziplin, sondern auch die Notwendigkeit und Aktualität einer diskursiv verankerten Auseinandersetzung mit populärer Musik als Identität stiftender und Kultur prägender Kraft in Vergangenheit und Gegenwart.“